# Chondrostegoides nobilorum
Chondrostegoides nobilorum is een vlinder uit de familie spinners (Lasiocampidae). De wetenschappelijke naam van deze soort is voor het eerst geldig gepubliceerd in 2007 door Zolotuhin.
De soort komt voor in tropisch Afrika.